# 7e régiment de dragons (France)
Pour les articles homonymes, voir 7e régiment.
Le 7e régiment de dragons (ou 7e RD), est une unité de cavalerie de l'armée française, créé sous la Révolution à partir du régiment du Dauphin dragons, un régiment de cavalerie français d'Ancien Régime et qui est actuellement dissoute.

## Création et différentes dénominations
- 1673 : Régiment de Sauveboeuf Cavalerie, levé par Louis Jules marquis de Sauveboeuf
- 1675 : Dauphin-Dragons
- 1791 : 7e Régiment de Dragons
- 1814 : Régiment des Dragons d'Angoulême
- 1815 : 7e Régiment de Dragons, puis dissolution après les Cent Jours
- 1816 : Régiment des Dragons de la Manche
- 1825 : dissous et transformé en 7e Régiment de Cuirassiers et immédiatement recrée avec le 19e Régiment de Chasseurs à Cheval (de la Somme)
- 1864 : Un escadron est en garnison à Reims
- 1870-1871 : Dragons du Nord pour le dépôt de Lille qui formera la cavalerie de l'armée du Nord
- 1921 : dissous
- 1940 : 7e Régiment de Dragons Portés et dissous après la Campagne de France.

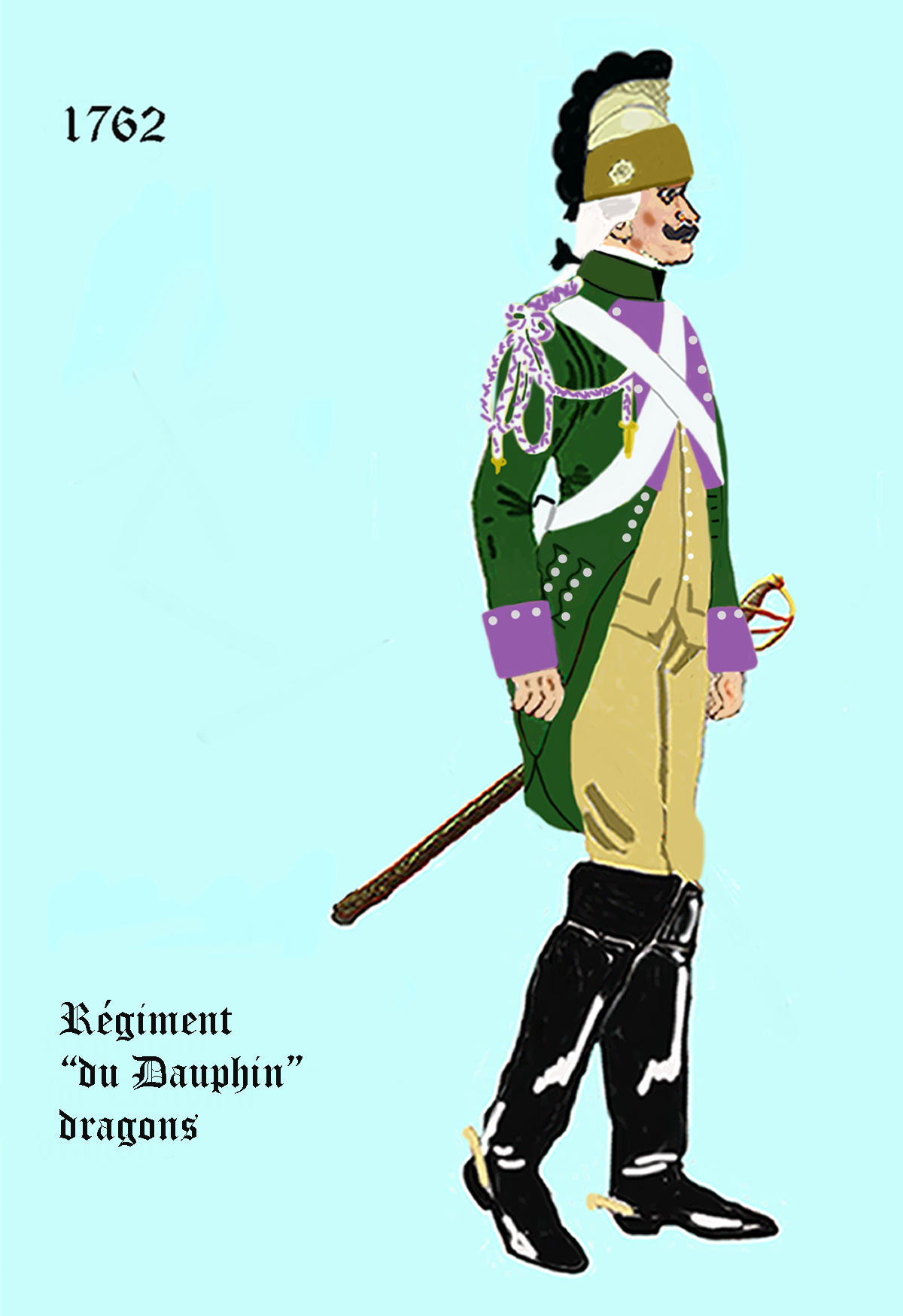
L'uniforme du régiment de 1762 à 1763.

## Chefs de corps
- 1788 : colonel Michel-Félix-Victor de Choiseul d'Aillecourt
- 1792 : chef de brigade Adrien Jacques Maurice de Cambis
- 1794 : chef de brigade Jean Joseph Bourgairolles
- 1797 : chef de brigade Jean Jacques Laveran
- 1806 : colonel Denis Étienne Seron (*)
- 1809 : colonel Louis Xavier Joseph Veizier
- 1811 : colonel Louis Charles Barthélémy Sopransi (*)
- 1814 : colonel Charles-Philippe Leopold
- 1815 : colonel Louis Joseph de Villars
- Pierre Arnauld de La Briffe (seconde Restauration).
- 1852-1855 : colonel Xavier Hippolyte Léon Duhesme (**)
- 1865-1867 : colonel Maurice Théodore Boutet de Mazug
- 1940 : Lieutenant-colonel de Longuemar

## Historique des garnisons, combats et batailles

### Ancien Régime
- 29 juin 1734: Bataille de San Pietro

### Guerres de la Révolution et de l’Empire
- 1792 :
  - Armée de Belgique, Bataille de Jemappes
- 1794
  - Armée du Nord
- 1805 :
  - Bataille de Caldiero
- 1809 :
  - Bataille de Wagram
- 1812 : Campagne de Russie
  - Bataille de la Moskowa
- 1813 : Campagne d'Allemagne
  - Bataille de Dresde
  - 16-19 octobre : Bataille de Leipzig
- 1814 : Campagne de France
  - 14 février 1814 : Bataille de Vauchamps

### De 1815 à 1849
Le 2°prince de la Moskowa, Napoléon Joseph NEY (1803-1857), fils aîné du Maréchal Michel NEY (+ 1815) en est colonel le 1er mai 1849.

### Second Empire

Uniforme du 7e dragons en 1858.

- Guerre de Crimée
  - Bataille de Kanghil

### De 1870 à 1914
Le 26 novembre 1870, durant la guerre franco-allemande, eut lieu le combat de Lorcy ou fut engagé 1 escadron du 7e dragons.
En octobre 1870, le dépôt du 7e régiment de dragons stationné à Lille prit le nom de Dragons du Nord et forma la cavalerie de armée du Nord avec 2 escadrons de la légion départementale de la gendarmerie montée.
Durant la Commune de Paris en 1871, le régiment participe avec l'armée versaillaise à la semaine sanglante.

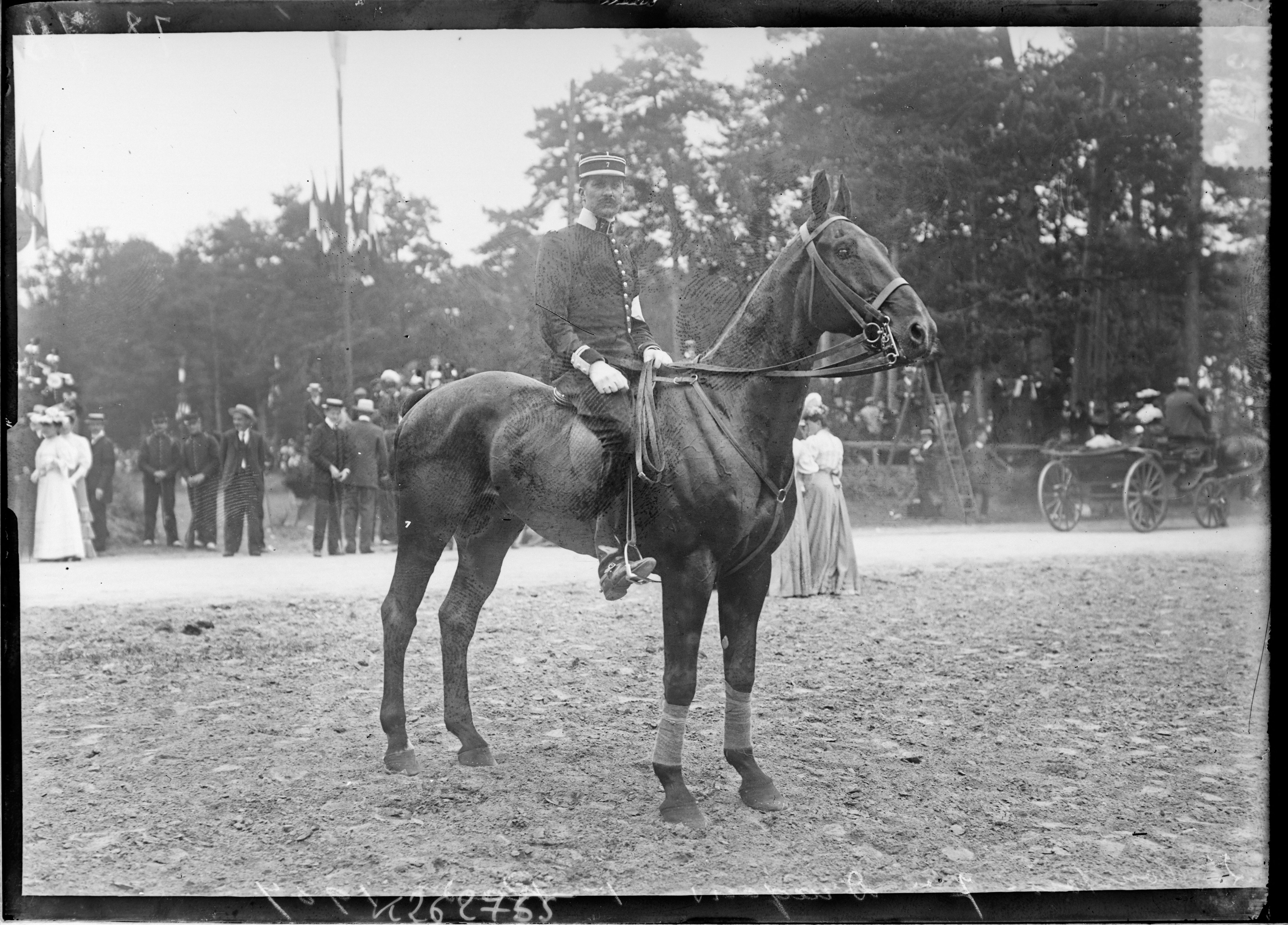
Un officier du officier du 7e dragons en 1907, le lieutenant Courtois, primé lors du raid hippique militaire de Fontainebleau.

### Première Guerre mondiale

#### 1914
- Bataille de l'Yser

#### 1918
- Bataille de l'Ailette

### Entre-deux-guerres
En 1921, le régiment est dissous dans le cadre des mesures de réorganisation de l'Armée.

### Seconde Guerre mondiale - 1940

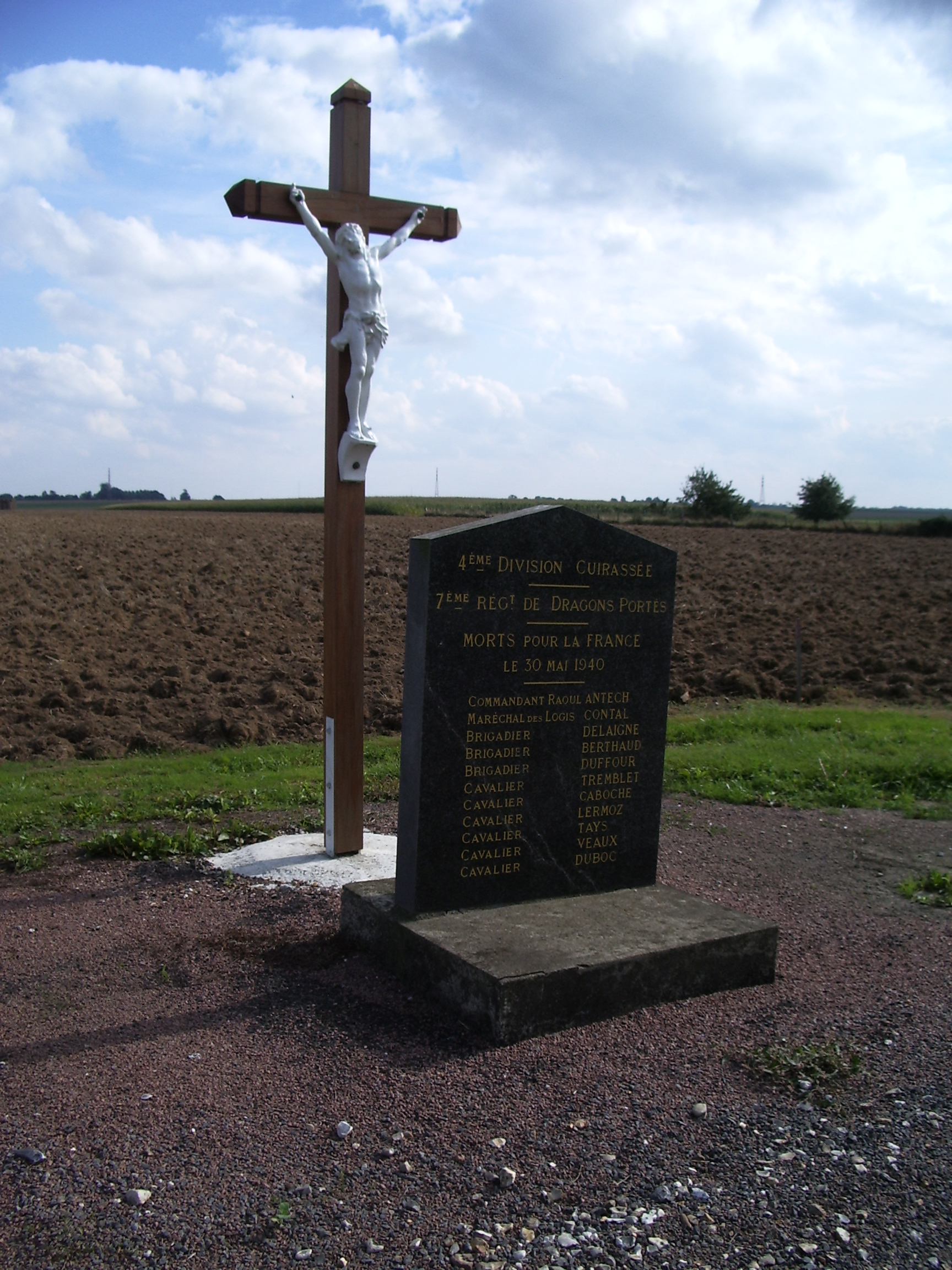
Monument au 7e RDP en mémoire des combattants tués à Moyenneville le 30 mai 1940 pendant la bataille d'Abbeville.

Recréé en 1940 sous le nom de 7e régiment de dragons portés (7e RDP) il est destiné à former à la mobilisation des groupes de reconnaissance. Aussi des escadrons du 7e RDP doivent donner naissance à trois GRDI, chacun affecté à une division cuirassée (DCr), :
- 131e groupe de reconnaissance de division d’infanterie (131e GRDI, pour la 1re DCR
- 132e groupe de reconnaissance de division d’infanterie (132e GRDI, 2e DCR)
- 133e groupe de reconnaissance de division d’infanterie (133e GRDI, 3e DCR)

Ces GRDI n'ont jamais été créés. Le 7e dragons est également prévu pour entrer dans la composition de la 4e division légère mécanique. Cette dernière n'est jamais créée à cause de l'attaque allemande et le 7e RDP est incorporé à la 4e division cuirassée du colonel de Gaulle le 20 mai. Il est alors formé, en plus de l'état-major régimentaire, de deux bataillons à deux escadrons de fusiliers, un escadron de mitrailleuses et d'engins et un escadron motocycliste. Le tout regroupe 1400 hommes, les fusiliers sont transportés dans des camions tout terrain Laffly et les motocyclistes dans des side-cars Gnome-Rhône. Le 1er bataillon (I/7e RDP) est commandé par le commandant de Torquat, le 2e (II/7e RDP) par le commandant Antech.
- 21 mai : Le 1er bataillon rejoint la 4e division cuirassée du colonel de Gaulle.
- 24 mai : idem pour le 2e bataillon.
- 28 au 30 mai - Combats au sud d'Abbeville. Attaque du bois de Fréchancourt avec le 3e cuirassiers, arrêt d'une contre-attaque allemande avec le 10e cuirassiers dans le bois de Villers.
- 8 au 10 juin 1940 : Combats du nord de la Seine
- 12 au 19 juin 1940 : Combats de la Loire (défense des ponts de Blois)
- 19 au 25 juin 1940 : de la Loire à la Charente
- 7 août 1940 : dissous à Bourdeilles (Dordogne)

## Étendard
Il porte, cousues en lettres d'or dans ses plis, les inscriptions suivantes :
- Wagram 1809
- Moskowa 1812
- Dresde 1813
- Kanghil 1855
- L'Yser 1914
- L'Ailette 1918

## Traditions et uniformes

### Insigne
Le régiment ne possède pas d'insigne pendant ses campagnes. Un insigne est produit en 1970 à partir d'un croquis paru dans l'historique du 7e dragons en 1942.

### Devise
"Jusqu’à la mort"

## Personnages célèbres ayant servi au7eRégiment de Dragons
- Pierre Louis François Paultre de Lamotte (1774-1840), lieutenant général, chef d'escadron placé à la suite du 7e régiment de dragons le 4 ventôse an VII
- Félix Dembiński, (1774-1848), militaire polonais au service de la France
- Pierre Guillaume Gratien
- Général Baron Claude Testot-Ferry, colonel en 1813
- Jacques Dominique de Buzelet
- Charles-Philippe Leopold Chevalier Leopold et de l’Empire, colonel en 1814.

## Source et bibliographie
- Historique du 7e régiment de dragons : campagne 1914-1918, Paris, Chapelot, 26 p., lire en ligne sur Gallica.
- Henri de Wailly, De Gaulle sous le casque, Abbeville 1940, Paris, Librairie académique Perrin, 1990 (lire en ligne)